# Championnat d'Europe de crosse
Le Championnat d'Europe de crosse est une compétition européenne de crosse qui se déroule ordinairement tous les quatre ans. Cette compétition, créée en 1995, est ouverte à toutes les fédérations reconnues par la Fédération européenne de crosse (FEC). La première édition se déroule en 1995 en Uruguay, dont l'équipe d'Angleterre sort vainqueur.
Seules deux nations sont au palmarès du Championnat d'Europe. L'Angleterre, seule parmi l'une des 5 équipes à avoir disputé toutes les compétitions, détient le record d'éditions remportées avec huit succès. Enfin, l'Allemagne est la seconde équipe à avoir remporté l'épreuve en 2001.
La 9e édition, dernière compétition en date, a eu lieu du 20 au 30 juin 2012 à Amsterdam aux Pays-Bas, et a été remportée par l'Angleterre.

## Historique

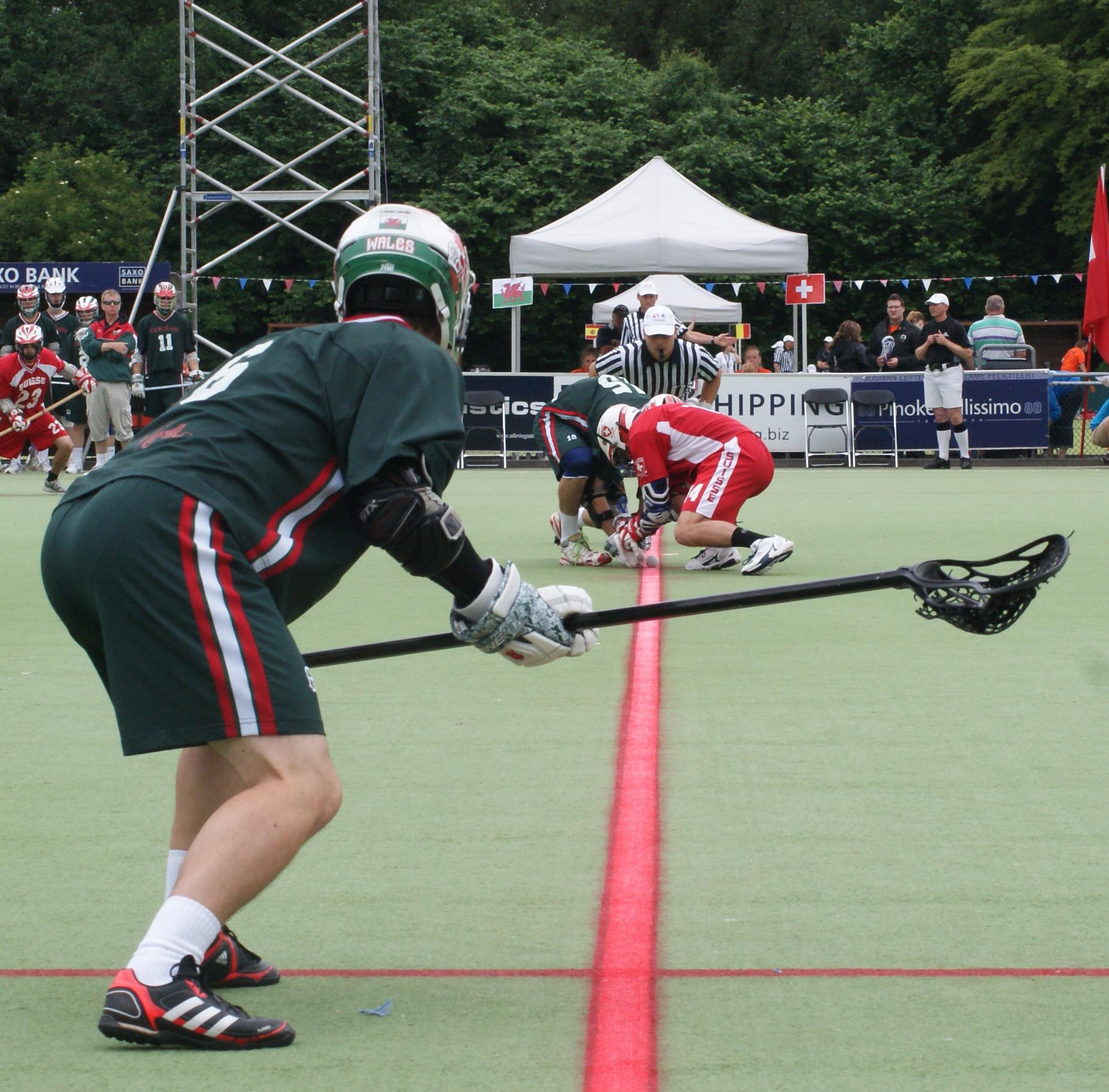
Face à face entre un joueur gallois et un joueur suisse lors de l'édition de 2012.

Le Championnat d'Europe voit le jour en 1995 où six nations (Allemagne, Angleterre, Écosse, Pays de Galles, République tchèque, Suède) se réunissent à Prague en République tchèque. Les années suivantes la compétition eu lieu à l'exception de 1998, où le Championnat du monde se déroule la même année. En 2001 il a été décidé d'adopter un cycle de quatre ans dans le Championnat d'Europe qui aura lieu les années paires deux ans avant le Championnat du monde. Près de 10 ans plus tard, la 8e édition se déroule en 2004 pour la seconde fois à Prague et voit un nombre record de pays à participer à la compétition ; en effet, six équipes de plus prennent part au championnat. Quatre ans après, l'édition de 2008 accueille à Lahti, en Finlande encore six équipes supplémentaires portant le nombre d'équipe à 18.

## Palmarès
| Année     | Hommes                                                   | Femmes                                              |
| --------- | -------------------------------------------------------- | --------------------------------------------------- |
| 1995      | 1. Angleterre 2. Tchéquie 3. Pays de Galles              | Pas de compétition                                  |
| 1996      | 1. Angleterre 2. Tchéquie 3. Écosse                      | 1. Angleterre 2. Pays de Galles 3. Écosse           |
| 1997      | 1. Angleterre 2. Tchéquie 3. Suède                       | 1. Angleterre 2. Pays de Galles 3. Tchéquie         |
| 1998      | Pas de compétition (en raison des Championnats du monde) | 1. Écosse 2. Angleterre 3. Pays de Galles           |
| 1999      | 1. Angleterre 2. Allemagne 3. Écosse                     | 1. Pays de Galles 2. Angleterre 3. Tchéquie         |
| 2000      | 1. Angleterre 2. Allemagne 3. Écosse                     | 1. Angleterre 2. Pays de Galles 3. Écosse           |
| 2001      | 1. Allemagne 2. Angleterre 3. Tchéquie                   | Pas de compétition (en raison de la Coupe du monde) |
| 2004      | 1. Angleterre 2. Allemagne 3. Écosse                     | 1. Pays de Galles 2. Écosse 3. Angleterre           |
| 2008      | 1. Angleterre 2. Pays-Bas 3. Allemagne                   | 1. Pays de Galles 2. Angleterre 3. Écosse           |
| 2012      | 1. Angleterre 2. Irlande 3. Suède                        | 1. Angleterre 2. Pays de Galles 3. Écosse           |
| 2016/2015 | 1. Angleterre 2. Israël 3. Finlande                      | 1. Angleterre 2. Pays de Galles 3. Écosse           |